# Andechs (Adelsgeschlecht)

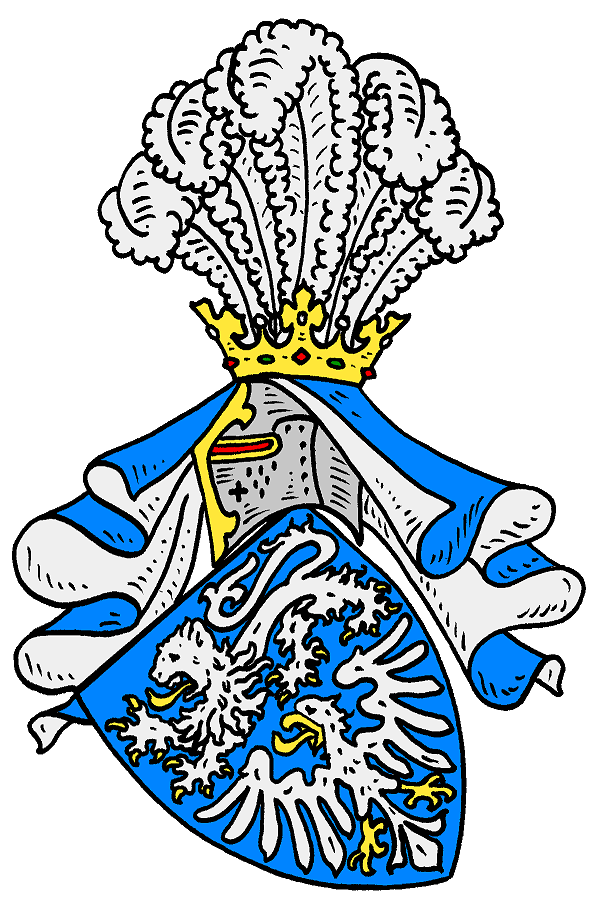
Stammwappen der Grafen von Andechs

Die Grafen von Andechs zählten im 12. und bis Mitte des 13. Jahrhunderts neben den Welfen zu den bedeutendsten bayerischen Adelsgeschlechtern des Heiligen Römischen Reiches. Sie waren ein Zweig der vermutlich von den Diepoldinger-Rapotonen stammenden Grafen von Dießen am Ammersee, die mit einem Graf Berthold, ansässig an der oberen Isar bei Wolfratshausen im Jahr 990 erstmals nachweisbar sind und sich seit 1132 nach der allodialen Stammburg von Andechs (um 1060 von Andehsa) nannten. 1248 ist das Geschlecht erloschen.

## Geschichte

### Grafen von Dießen

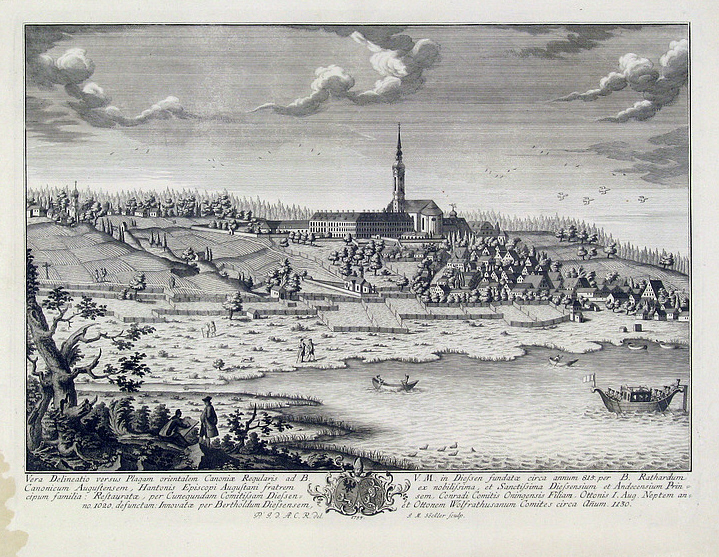
Dießen am Ammersee (um 1755) mit dem 1120/30 gegründeten Augustiner-Chorherren-Stift Dießen

Die Grafen von Dießen werden – beruhend auf historischen Vermutungen – auf einen Grafen Rasso zurückgeführt, der entweder im 9. oder im 10. Jahrhundert lebte und für die Könige des Ostfrankenreichs das Gebiet zwischen Amper, Ammersee und Starnberger See innerhalb des Stammesherzogtums Baiern verwaltete. Ein möglicher Nachfahre Rassos ist ein 1003/1027 erwähnter Graf Friedrich (I.), wohl von Dießen, der vor 1020 in Jerusalem starb. Erster gesicherter Ahnherr ist Berthold (I.), Graf von Dießen, gestorben nach dem 16. Mai 1060 (siehe: Stammliste des Hauses Andechs).
Im 11. Jahrhundert griffen die Grafen von Dießen nach dem bayerischen Augstgau zwischen Lech und Ammersee und wurden Burggrafen von Wolfratshausen mit der Vogtei über das Kloster Tegernsee und das Kloster Schäftlarn und erhielten die Grafschaft um den Würmsee (Starnberger See), wo sie zu dieser Zeit die Burg Starnberg erbauten, sowie die Huosigrafschaft der Grafen Sigimar.
Sie teilten sich in mehrere Linien auf, darunter die Grafen von Wolfratshausen, die Grafen von Wasserburg und die Andechser Linie (Grafen von Andechs und Plassenburg). Letztere (hier vornehmlich behandelte) Linie griff weit über ihren oberbayerischen Ursprungsraum hinaus und schrieb europäische Geschichte.
Die genealogischen Zusammenhänge der ersten Generationen der verschiedenen Linien des Dießener Grafenhauses sind bisher nicht ganz eindeutig erforscht.

### Grafen von Wolfratshausen

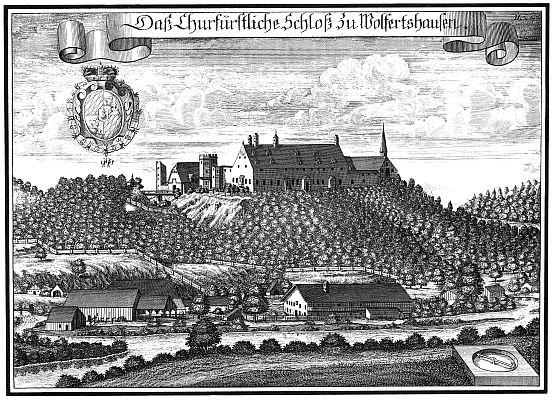
Burg Wolfratshausen (um 1700)

Ein Enkel des Grafen Friedrich I. von Dießen (um 1003/1027 erwähnt) war Otto II. († wohl 1122), der von 1100 bis 1107 Graf von Dießen war und sich als erster Graf von Wolfratshausen nannte. Er erbaute um 1116 die Burg Wolfratshausen. Über seine Frau Justitia von Babenberg erbte er auch die Grafschaft Thanning. Er erwarb Herrschaftsrechte weit über den Isarraum hinaus bis in das Inn-, Eisack- und Pustertal. Sein Sohn Otto III. († 1127) war ein Mitstifter des Klosters Dießen.
Die Wolfratshauser Linie der Dießener ist 1156/57 mit Otto V. erloschen, die Burg fiel daraufhin an die Andechser Linie. 1243 wurden Burg und Herrschaft Wolfratshausen, nach längeren Fehden, infolge der Niederlage des letzten Andechser Grafen, Otto VIII., endgültig wittelsbachisch.

### Grafen von Wasserburg

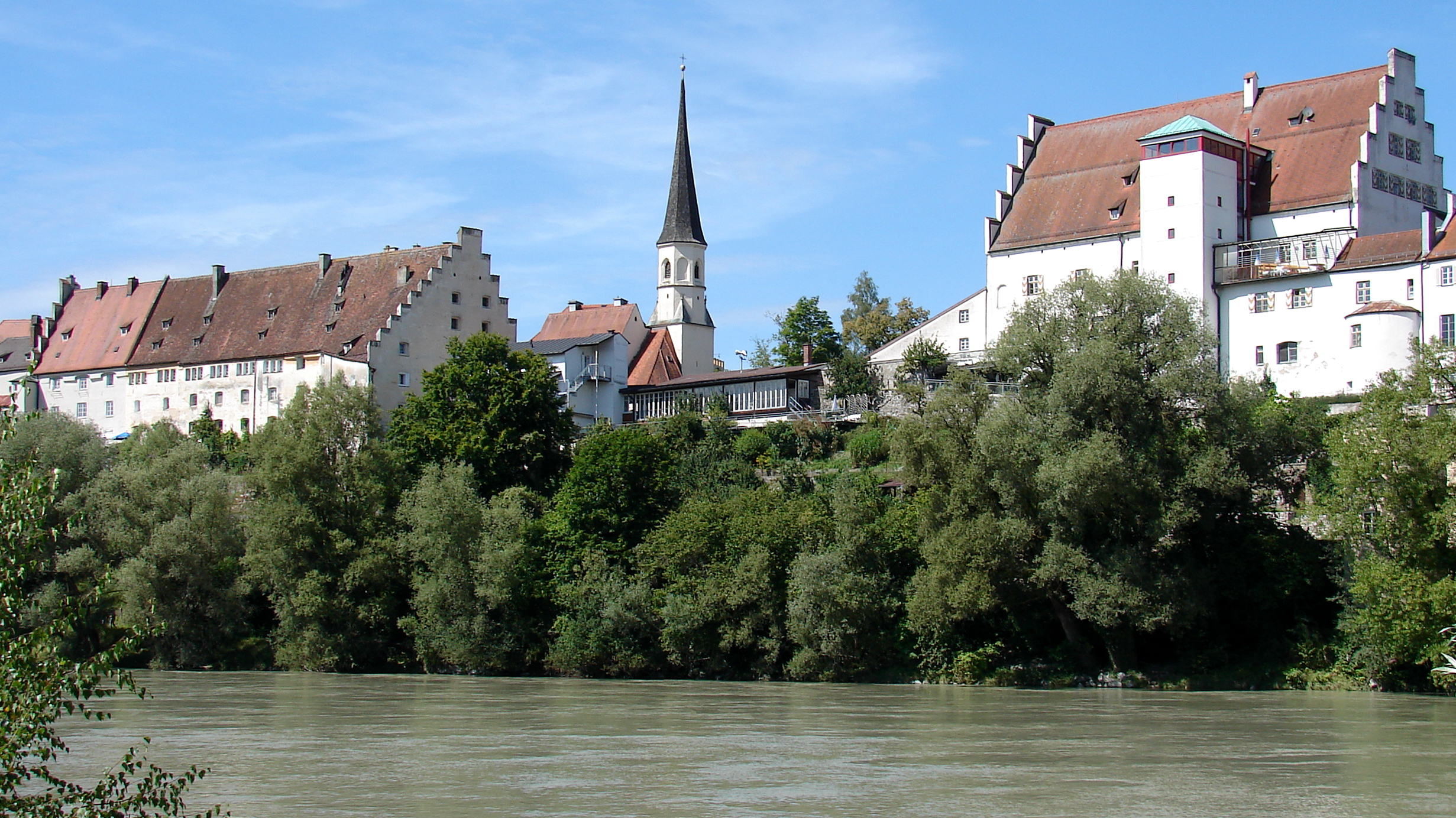
Burg Wasserburg am Inn

Ob die Wasserburger eine Linie der Grafen von Dießen sind, ist aufgrund mangelhafter Quellenlage unklar. Arnold, Graf von Dießen († ca. 1095) und aufgrund seines Amtes vermuteter Sohn des Grafen Friedrich III. von Dießen, wurde als Erster im Raum Wasserburg am Inn ansässig und übte das Amt des Hallgrafen (zu Reichenhall) aus. Sicher als Arnolds Sohn genannt wird nur Berthold II., Graf von Dießen-Andechs-Plassenburg-Kulmbach. Das Nekrolog von Dießen nennt zudem drei Brüder Bertholds II., nämlich Gebhard I. († ca. 1102), Hallgraf und Graf von Wasserburg, sowie Otto und Dietrich, bezeichnet sie aber nicht explizit als Arnolds Söhne. Damit besteht die Möglichkeit, dass es sich um Bertholds II. Halbbrüder handelt, die aus einer spekulativen früheren Ehe ihrer gemeinsamen Mutter Gisela von Schweinfurt mit einem ebenfalls im Nekrolog erwähnten Grafen Heinrich von Wasserburg stammen. Dafür spricht auch, dass sie aufgrund ihrer Todesdaten, die lange vor jenem Bertholds II. liegen, wahrscheinlich nicht nach den frühen 1070er Jahren geboren sein können. Dagegen spricht allerdings, dass Gebhard I. 1099 als Graf von Dießen erscheint und diesen Titel von seinem Stiefvater geerbt haben müsste – was ungewöhnlich wäre, da dessen leiblicher Sohn Berthold II. lebte. Auf Gebhard I. folgte der Sohn Engelbert († 1161), der seinen Sitz von der Burg Limburg auf die Burg Wasserburg verlegte. Mit seinem Enkel Konrad, Graf von Wasserburg († 1259), Hallgraf bis 1218, endete diese Linie.

### Grafen von Andechs und Plassenburg, Markgrafen von Istrien

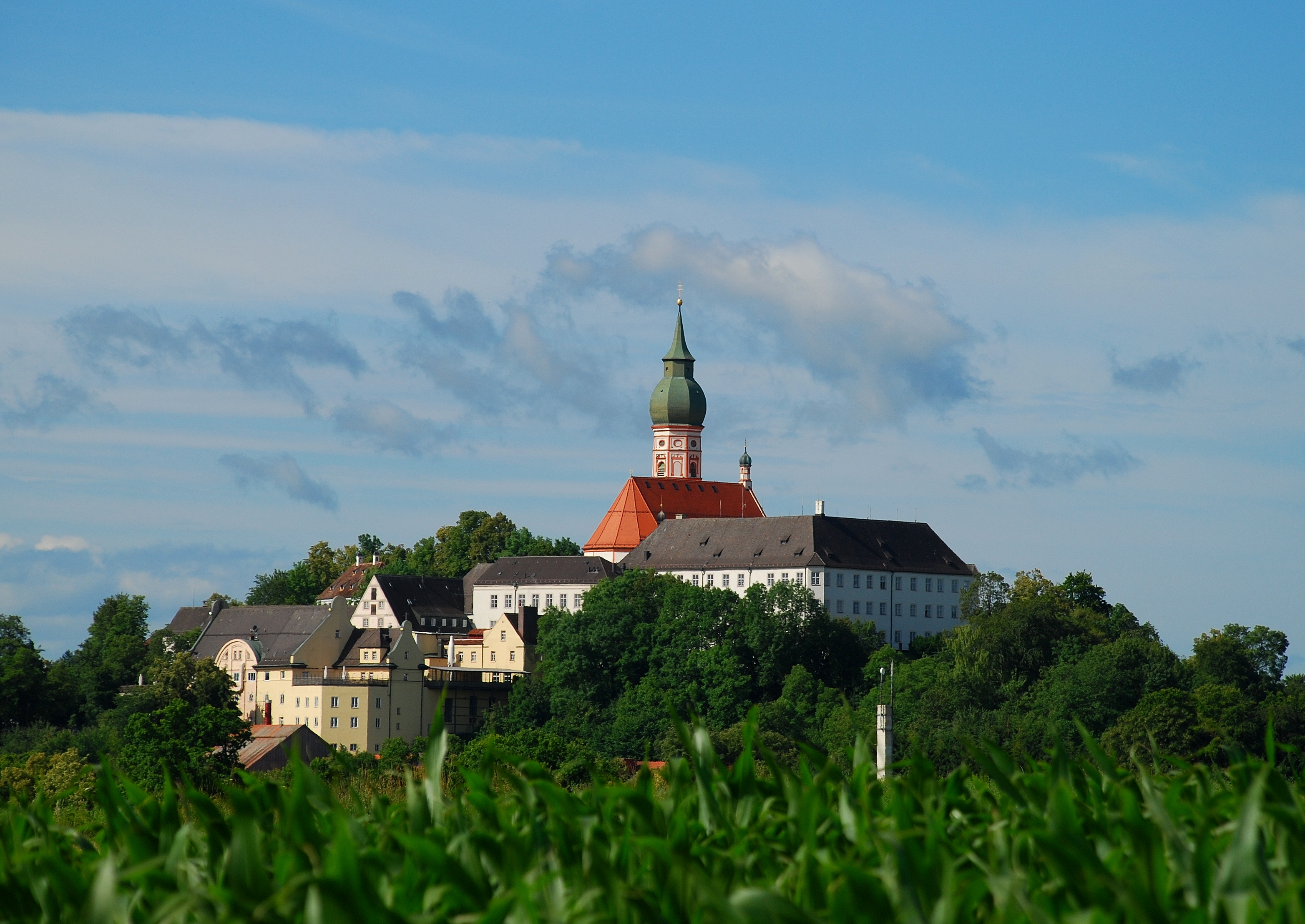
Das Kloster Andechs an der Stelle der einstigen Burg Andechs

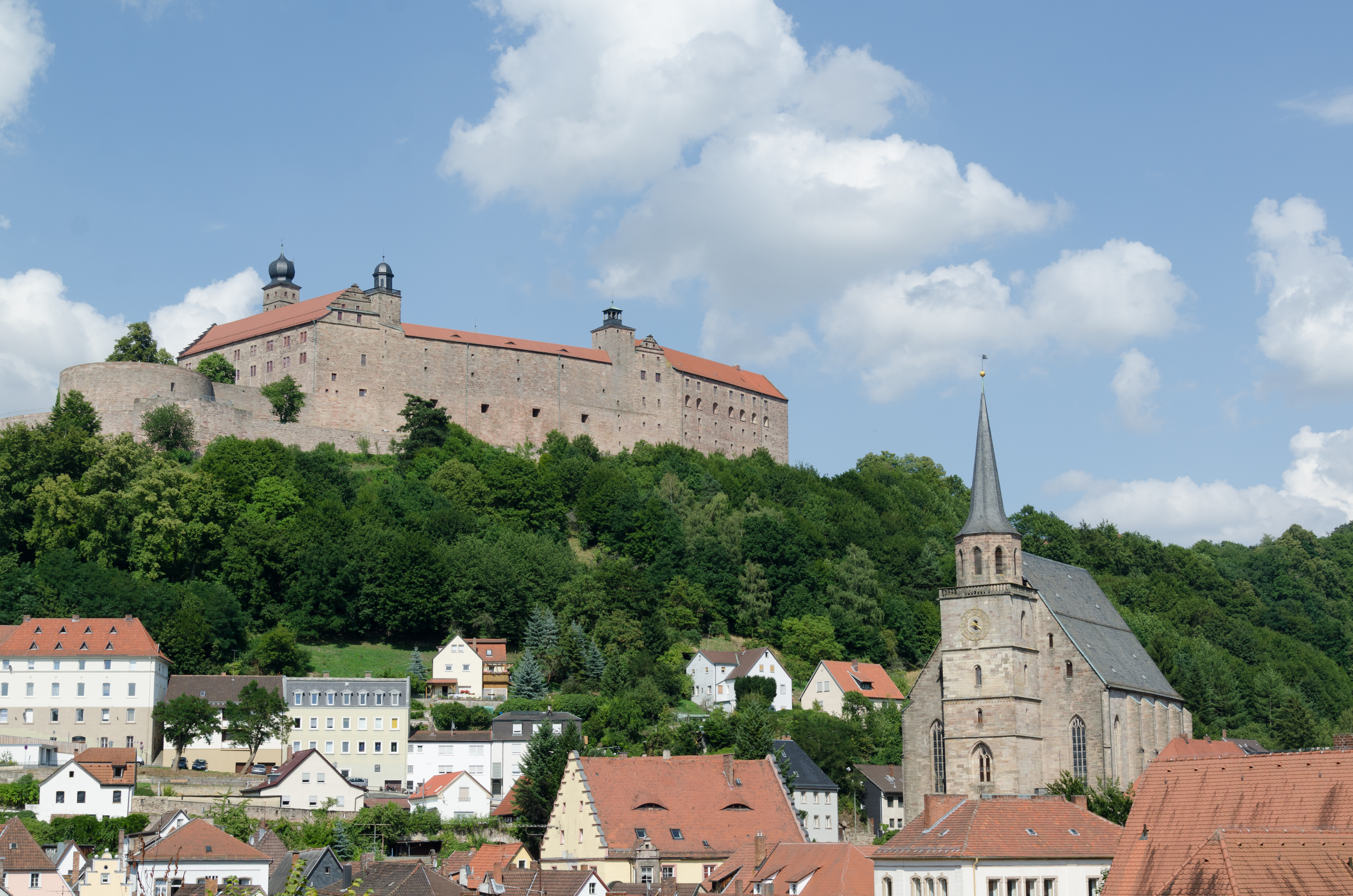
Plassenburg ob Kulmbach

Berthold II. († 1151), Graf von Dießen, wurde 1132 auch als Graf von Andechs erwähnt. Er erbaute sich eine neue Burg in Andechs, auf der Dießen gegenüberliegenden Seite des Ammersees, und verlegte seinen Hauptsitz von der Dießener auf die Andechser Burg, die 1080 als Andehse erstmals urkundlich genannt wurde. 1135 wurde er auch als comes de Plassenberch (Graf von Plassenberg) erwähnt, da er vermutlich zu dieser Zeit Güter am oberen Main mit Kulmbach erlangt und dort die Plassenburg hatte errichten lassen, auf der die Herren von Plassenberg als Ministerialen eingesetzt wurden. Einen erheblichen Teil der Dießener Besitzungen stiftete er, gemeinsam mit dem Grafen Otto III. von Wolfratshausen († 1127), etwa 1114 für die Gründung des Augustiner-Chorherren-Stifts Dießen, das ein älteres Nonnenkloster ablöste. Es war als „Wiege des Hauses“ zum Hauskloster und zur künftigen Grablege seiner Angehörigen bestimmt.
Seine Nachfahren setzten die Dießen-Andechser Linie fort. Die ab 1132 von Andechs genannten Grafen erweiterten ihr Herrschaftsgebiet durch günstige Eheschließungen und Erbschaften. Sie gründeten Ende des 12. Jahrhunderts Bayreuth, waren Vögte des Klosters Banz und des Klosters Langheim und erwarben Landbesitz in Giech und Lichtenfels. Die bayerischen Grafschaften Neuburg am Inn, Schärding am Inn und Windberg an der Donau waren ein Erbe der Grafen von Formbach.
Die Frau Bertholds II., Sophia, Tochter des Markgrafen Poppo II. von Istrien, brachte ihm den geblütsrechtlichen Anspruch auf das Markgrafenamt für Istrien ein, nicht jedoch die tatsächliche Herrschaft dort, wo örtliche Bischöfe, Klöster, Grafen und die Republik Venedig um Einfluss rangen. Dadurch entstand aber jene Verbindung zwischen Andechs und einem vermuteten Meranien am istrischen Ufer der Adria. Um 1173 übertrugen die Staufer Sophies Sohn Berthold III. (* um 1110/15; † 1188) für seine treuen Dienste die Markgrafschaft Istrien zu Lehen, als Nachfolger des verstorbenen Markgrafen Engelbert III. von Spanheim. Berthold war zugleich Graf von Andechs (1147), Graf im Radenzgau (1149) und Graf von Plassenburg (1158/1161). Als 1157 die Wolfratshauser Linie mit Heinrich II. erlosch, erbte Berthold III. von Andechs auch deren umfangreiche Besitzungen und wurde Graf von Wolfratshausen und Herr über die Tiroler Herrschaften, Graf am unteren Inn, Graf im Norital, Vogt von Brixen und 1173 Markgraf von Istrien. Ende des 11. Jahrhunderts erhielt er vom Hochstift Brixen die Grafschaften Unterinntal und Pustertal zu Lehen und gründete 1180 Innsbruck in Nordtirol. Er heiratete eine Hedwig († 1174), von der vermutet wird, sie sei Hedwig von Scheyern-Dachau gewesen, die Tochter von Otto V. von Scheyern. Dieser war Herzog von Meranien, wodurch die entsprechenden Erbansprüche an Berthold III. gefallen wären. Um 1180/1182 wurden die Grafen von Andechs daher mit Meranien samt Fiume (Rijeka), Kroatien und Dalmatien belehnt.

### Die Andechser als Herzöge von Meranien und Pfalzgrafen von Burgund

Das Reich zur Stauferzeit, Andechs-meranische Gebiete (braun) befinden sich um Andechs, Innsbruck und im Raum Passau sowie in Franken um Bayreuth, Hof und Sonneberg, während das Herzogtum Meranien örtlich nicht genau fassbar ist.

Hedwigs und Bertholds Sohn Otto I. war seit 1205 Herzog von Meranien, seit 1211 Pfalzgraf von Burgund und 1228–30 Markgraf von Istrien; seine Gemahlin Beatrix von Staufen († 1231), Tochter des Pfalzgrafen Otto I. von Burgund und der Margarete von Blois, war eine Enkelin Kaiser Friedrich Barbarossas. Aufgrund dieser Ehe übernahm Otto I. von Andechs-Meranien 1211 (als Otto II.) von seiner Schwiegermutter die Regierung in der Pfalzgrafschaft Burgund. Ottos jüngerer Bruder Heinrich hatte die Markgrafschaft Istrien-Krain geerbt, war jedoch dort von der Republik Venedig und dem Patriarchat von Aquileja entmachtet worden und verlor 1208 auch noch die meisten seiner bayerischen und Tiroler Güter an den Bayernherzog Ludwig den Kelheimer sowie die Hochstiftvogtei Brixen an die Grafen von Tirol, weil er angeblich in die Ermordung König Philipps von Schwaben verwickelt war – aus heutiger Sicht vermutlich eine Tücke der Wittelsbacher, die aber den rasanten Abstieg des staufertreuen Hauses Andechs zur Folge haben sollte; Königsmörder war in der Tat Otto VIII. von Wittelsbach.
Otto II., Sohn Ottos I. und der Beatrix von Burgund, starb 1248 als Letzter des Geschlechts; der Titel des Herzogs von Meranien erlosch mit seinem Tod, die Pfalzgrafschaft Burgund fiel an seine Schwester Adelheid und deren Sohn Otto, dessen beide Töchter mit zwei Söhnen und Nachfolgern König Philipps des Schönen von Frankreich vermählt wurden und so das Reichslehen Burgund an die Kapetinger brachten. Das übrige Erbe fiel an die Herzöge von Bayern, die Grafen von Tirol, die Burggrafen von Nürnberg, das Hochstift Bamberg und die Grafen von Orlamünde und von Truhendingen.

## Würdigung
Die Andechser wurden schon früh als „Geschlecht der Heiligen und Helden“ gerühmt. Sie gelten als eine der bedeutendsten und mächtigsten Adelsfamilien des Heiligen Römischen Reiches im Hochmittelalter. Zunächst rund um den Ammersee in der Grafschaft Dießen in Dießen am Ammersee bzw. Andechs ansässig, weiteten sie ihr Besitztum auf das Land zwischen Staffelsee und Ammersee im Westen, Starnberger See im Osten und Karwendel mit Seefeld im Süden aus. Sie beherrschten wichtige Straßen nach Mitteldeutschland, saßen in bedeutenden Gebieten der Alpen und kontrollierten unter anderem den Brenner. Neben ihren Besitztümern in Südbayern zählte aber auch fast ganz Oberfranken (Raum Bamberg, Coburg, Hof an der Saale, Bernstein, Bayreuth, Kulmbach) sowie Hirschberg und Sonneberg zu ihrem Herrschaftsgebiet.

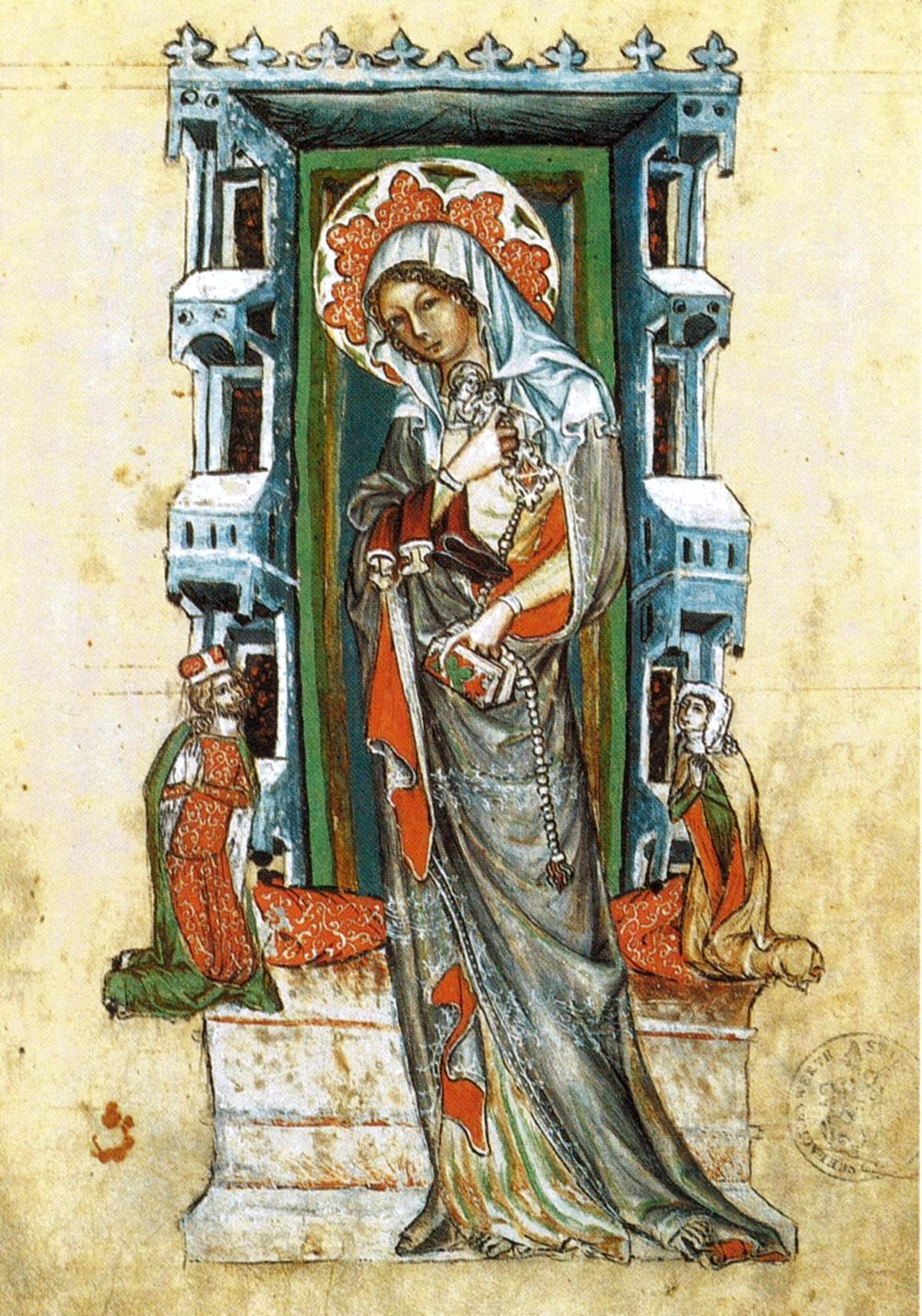
Die Heilige Hedwig von Andechs (1174–1243), Herzogin von Schlesien und Polen

Die Heiratspolitik der Familie verband sie mit dem französischen und dem ungarischen Königshaus sowie dem Herzog Heinrich I. von Schlesien. Durch die Verehrung zweier berühmter Familienangehöriger, der Heiligen Hedwig von Schlesien, Tochter des Grafen Berthold IV., und ihrer Nichte, der Heiligen Elisabeth von Thüringen, lebt die Erinnerung an die Familie weiter.

## Wappen
Das Stammwappen der Grafen von Andechs zeigt einen nach vorn schreitenden goldenbezungten und -bewehrten silbernen Löwen über einem gleich tingierten Adler auf blauem Grund; auf dem Helm mit blau-silbernen Decken ein Busch von fünf silbernen Straußenfedern. (Der schreitende Löwe wurde auch als Leopard, also herschauend, dargestellt und später wurden beide Wappentiere auch golden tingiert.)

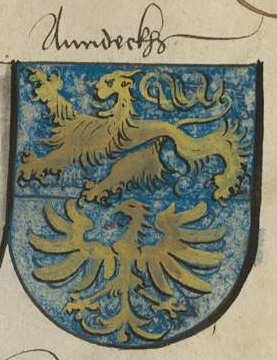
Stammwappen (um 1530), mit goldenem Löwen und goldenem Adler auf blauem Grund – ursprünglich waren die Wappentiere silbern
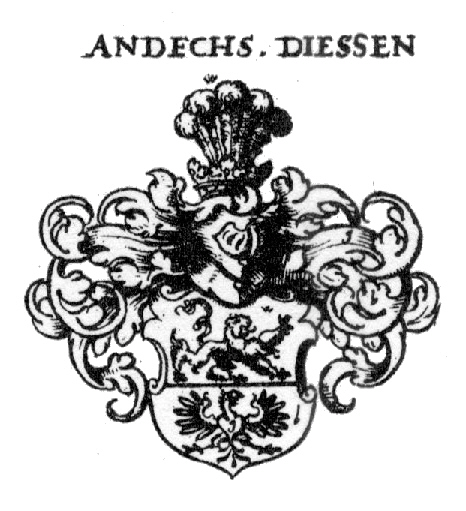
Wappen der Grafen von Andechs Dießen

Das Wappen im Siebmacher ist – wie durchgehend zu beobachten – seitenverkehrt dargestellt, weil es in der Tafel 2/8 links angebracht ist.

## Überlieferungen zu Ursprung und Geschichte derer von Dießen-Andechs-Meranien
Die Anfänge des Hauses Andechs um 1100 hängen mit der Bildung agnatisch, das heißt, in männlicher Abstammungsfolge verstandener Adelsfamilien zusammen, die sich nach einer namensgebenden Stammburg nannten. Vorher war der Adel in größeren Sippenverbänden organisiert, die auch die weiblichen Abstammungslinien mit einschlossen. In diesem Sinn lebten und wirkten die bedeutenden Vorfahren des späteren Grafenhauses von Andechs auch schon mehrere Generationen zuvor in einem Gebiet, das die wichtigen Alpenpässe von Bozen bis in den Raum Augsburg umfasste. Die später als Grafen von Hohenwart bekannte und im selben Großraum um die Alpenpässe aktive Familie wurde als stammverwandt angesehen.
Später kannte man diese Verhältnisse nur noch schemenhaft. So wurde von einem Grafen Rasso († 954) aus dem Frankenreich berichtet, der gleichzeitig Herzog von Bayern, Franken, Burgund, Meranien (Istrien) und Kärnten gewesen sein soll; ebenso war er angeblich Markgraf von Österreich, Pfalzgraf bei Rhein und Graf von Görz und Andechs. Hier wurden dem vermutlichen Ahnherrn, einem vom König des Ostfrankenreichs im Gebiet des Stammesherzogtums Baiern eingesetzten Grafen, zuständig für das Gebiet zwischen Amper, Ammersee und Starnberger See, die (erheblich aufgebauschten) Besitztümer viel späterer Nachfahren angedichtet.
Zunächst war ab dem 11. Jahrhundert die Sconenburg bei Dießen am Ammersee namensgebende und identitätsstiftende Stammburg eines sich herausbildenden agnatischen Grafenhauses von Dießen. Dies teilte sich im frühen 12. Jahrhundert in zwei Linien, die sich nach den beiden Burgen Andechs und Wolfratshausen, weiter östlich, benannten.
Am Ort der ersten Stammburg wurde um 1120/30 das Augustiner-Chorherren-Stift Dießen als Hauskloster und Familiengrablege gegründet. Das war damals ein häufiger Vorgang. Mitte des 13. Jahrhunderts soll in diesem Stift ein Stammbaum der gräflichen Stifterfamilie erstellt worden sein, über den nichts Näheres bekannt ist. Das Stift Dießen wurde später dem Heiligen Stuhl übereignet.
Die Grafen von Andechs und Herzöge von Meranien gehörten im 12. und in der ersten Hälfte des 13. Jahrhunderts zu den bedeutendsten Adelsfamilien im Heiligen Römischen Reich. Als Höhepunkt kann die Hochzeit Ottos VII. von Meranien mit einer Enkelin von Friedrich Barbarossa angesehen werden.
Bald darauf gerieten die Andechser in den Verdacht, an der Ermordung von König Philipp von Schwaben beteiligt gewesen zu sein. Sie verloren in der Folge ihren gesamten bayerischen Besitz. Zwar erwies sich die Unschuld der Familie, doch gelang es ihr nicht, den Besitz zu restituieren. Es folgten verschiedene Niederlagen gegen die Wittelsbacher, aus deren Reihen der Königsmörder tatsächlich gekommen war. Die Folgen waren schwere Gebietsverluste, und ihr Einfluss ging entsprechend zurück. Mitte des 13. Jahrhunderts starb das Geschlecht der Andechs-Meranier aus.

## Angehörige

### Männer
Die Nummerierung der Namen nimmt (meist) Bezug auf „Herzöge und Heilige“.
Andechser Linie:
- Arnold (⚭ Gisela von Schweinfurt)
  - Otto IV.
  - Berthold II. (Andechs) † 1151
    - Berthold III. (Markgraf von Istrien) † 1188
      - Berthold IV. (Herzog von Meranien) 1180/82–1204
        - Otto VII. von Andechs 1204–1234
          - Otto VIII. von Andechs 1234–1248

        - Heinrich IV. (Mgf. von Istrien) † 1228
        - Ekbert (Bischof von Bamberg) † 1237
        - Berthold V. (Erzbischof von Kalocsa, Patriarch von Aquileja) † 1251

      - Poppo II. (Bischof von Bamberg, 1237–1242) † 1245

    - Otto VI. (Bischof von Brixen, Bischof von Bamberg) † 1196
    - Poppo I. (Andechs) † 1148
      - Heinrich II. (1166-nach 1177 Abt von Millstatt)

Wolfratshausener Linie
- Friedrich I. von Haching (nachweisbar 1003–1027)
  - Berthold I. von Dießen
    - Otto II. von Wolfratshausen, um 1116 Erbauer der Burg Wolfratshausen
      - Heinrich I. (Bischof von Regensburg) † 1155
      - Otto III. † 1127
        - Heinrich II. † 1157
        - Otto V. † 1136

      - Luitpold † 1102

### Frauen
- Mechthild, Äbtissin von Edelstetten + 1160 (Tochter Bertholds II.)
- Euphemia, Äbtissin von Altomünster (Tochter Bertholds II.)
- Gisela † nach 1150 ⚭ Graf Diepold von Berg (Tochter Bertholds II.)
- Kunigunde, Nonne in Admont (Tochter Bertholds II.)

- Sophie, ⚭ Graf Poppo von Henneberg (Tochter Bertholds III.)
- Kunigunde, ⚭ Graf Eberhard von Eberstein (Tochter Bertholds III.)
- Mathilde † nach 1193/1206 ⚭ Graf Engelbert III. von Görz +1220 (Tochter Bertholds III.)
- Bertha † nach 1249, Äbtissin von Gerbstedt (Tochter Bertholds III. und seiner 2. Frau Luitgart von Dänemark)

- Hedwig † 1243, ⚭ Herzog Heinrich von Schlesien (Tochter Bertholds IV.)
- Agnes * 1175, † 20. Juli 1201, ⚭ König Phillip von Frankreich (Tochter Bertholds IV.)
- Gertrud † 1213, ⚭ König Andreas von Ungarn (Tochter Bertholds IV.)
- Mechthild † 1254, Äbtissin von Kitzingen

- Elisabeth, ⚭ Burggraf Friedrich von Nürnberg (Tochter Ottos VII.)
- Margarethe, ⚭ I Markgraf Přemysl von Mähren, ⚭ II Friedrich von Truhendingen (Tochter Ottos VII.)
- Beatrix, ⚭ Graf Hermann von Orlamünde (Tochter Ottos VII.)
- Agnes † 1263, ⚭ I Herzog Friedrich von Österreich, ⚭ II Herzog Ulrich von Kärnten (Tochter Ottos VII.)
- Alice, ⚭ I Graf Hugo von Chalon, ⚭ II Graf Philipp von Savoyen (Tochter Ottos VII.)
- Maria, ⚭ I Graf Philipp von Namur, ⚭ II Herzog Heinrich von Brabant (Tochter Ottos VII.)